# Saison 2013 des Pirates de Pittsburgh
La saison 2013 des Pirates de Pittsburgh est la 132e saison de cette franchise et sa 127e en Ligue majeure de baseball.
Les Pirates mettent fin en 2013 à la pire séquence du sport professionnel nord-américain. Après 20 saisons perdantes de suite, le club gagne enfin plus de matchs qu'il n'en perd. Une fiche de 94 victoires contre 68 défaites, soit 15 gains de plus qu'en 2012, donne aux Pirates le second rang de la division Centrale de la Ligue nationale, seulement 3 parties derrière les Cardinals de Saint-Louis. C'est une première saison gagnante et une première qualification en séries éliminatoires depuis 1992. À Pittsburgh, les Pirates amorcent leur parcours d'après-saison en triomphant des Reds de Cincinnati dans le match de meilleur deuxième avant d'être éliminé par Saint-Louis au terme d'une chaude lutte en Série de division.
Andrew McCutchen des Pirates est élu joueur par excellence de la saison dans la Ligue nationale, Pedro Alvarez est co-meneur de la Nationale avec 36 coups de circuit et gagne un Bâton d'argent, le manager Clint Hurdle est élu gérant de l'année et le lanceur Francisco Liriano est reconnu comme le joueur ayant effectué en 2013 le plus beau retour.

## Contexte
Avec 79 victoires et 83 défaites en 2012, les Pirates terminent quatrième sur six équipes dans la division Centrale de la Ligue nationale. Il s'agit de leur meilleur résultat depuis 1997, mais ils améliorent tout de même leur triste record du sport professionnel nord-américain avec une 20e saison perdante consécutive. L'équipe passe 22 jours au premier rang de sa division, perdant cette place le 19 juillet, et les espoirs sont grands de voir enfin la franchise obtenir un résultat gagnant, voire de participer aux séries éliminatoires. Toutefois, ils perdent 39 parties sur 59 après le 1er août et tombent sous la barre de, 500 (plus de défaites que de victoires) le 20 septembre, à 13 jours de la fin de la saison, suivant un parcours à peu près semblable à celui de 2011, où le club avait connu un bon départ avant de s'effondrer en seconde moitié d'année.

## Intersaison

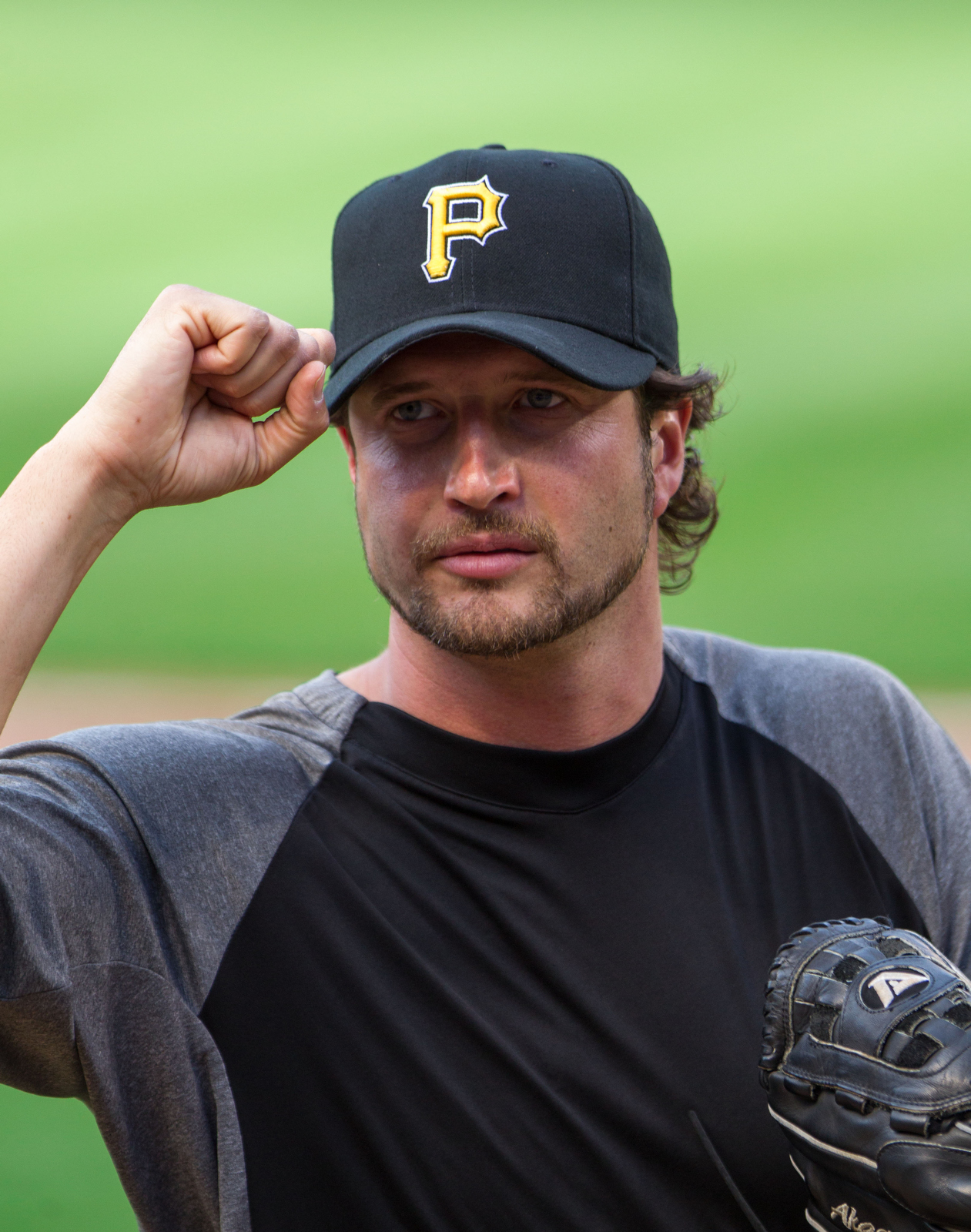
Jason Grilli signe un nouveau contrat avec les Pirates.

Le 30 novembre 2012, les Pirates mettent sous contrat pour deux ans le receveur Russell Martin, ancien des Dodgers et des Yankees. Ils laissent donc partir sur le marché des agents libres le receveur Rod Barajas, qui part pour l'Arizona après une seule saison à Pittsburgh.
Une transaction d'importance est conclue avec les Red Sox de Boston le 26 décembre. Les Pirates cèdent leur stoppeur des quatre dernières années, le lanceur droitier Joel Hanrahan, et le joueur d'avant-champ Brock Holt aux Red Sox en retour des lanceurs droitiers Mark Melancon et Stolmy Pimentel, du premier but Jerry Sands et du joueur d'avant-champ Iván DeJesús.
Le lanceur droitier Vin Mazzaro et le premier but Clint Robinson sont acquis des Royals de Kansas City le 28 novembre en retour des jeunes lanceurs des ligues mineures Luis Rico et Luis Santos.
Le 30 novembre, le releveur droitier Chris Resop est échangé aux Athletics d'Oakland contre le lanceur droitier des ligues mineures ZZach Thornton et le joueur d'avant-champ Yamaico Navarro est transféré aux Orioles de Baltimore pour le lanceur droitier des mineures Jhondaniel Medina.
En décembre, le lanceur de relève droitier Jason Grilli, devenu agent libre, signe un nouveau contrat de deux saisons pour 7 millions de dollars avec Pittsburgh.
Le 8 février 2013, l'ancien lanceur partant gaucher des Twins du Minnesota Francisco Liriano, qui a terminé la saison 2012 chez les White Sox de Chicago, rejoint les Pirates avec un contrat renouvelé à la baisse, Liriano s'étant blessé chez lui peu après avoir accepté de signer avec le club.
Le lanceur droitier Jeff Karstens et le premier but Jeff Larish sont de retour à Pittsburgh lorsqu'ils acceptent des contrats des ligues mineures. Du côté des nouveaux venus : le lanceur droitier Kyle Waldrop et le gaucher Jonathan Sánchez, les voltigeurs Felix Pie et Brad Hawpe et le lanceur gaucher José Contreras, signent des contrats des ligues mineures avec les Pirates. Le joueur de troisième but Brandon Inge, qui a partagé 2012 entre Détroit et Oakland, signe aussi un contrat des ligues mineures avec Pittsburgh.
Les releveurs droitiers Chad Qualls et Daniel McCutchen quittent les Pirates pour les Marlins de Miami et les Orioles de Baltimore, respectivement, et le lanceur partant droitier Kevin Correia rejoint les Twins du Minnesota.

## Calendrier pré-saison
L'entraînement de printemps des Pirates se déroule du 23 février au 30 mars 2013.

## Saison régulière
La saison régulière des Pirates se déroule du 1er avril au 29 septembre 2013 et prévoit 162 parties. Le premier match est joué à Pittsburgh contre les Cubs de Chicago.

### Juin
- 26 juin : Avec 48 victoires et 30 défaites, les Pirates sont à égalité avec les Cardinals de Saint-Louis pour le meilleur rendement du baseball majeur et jouent 18 matchs au-dessus de la moyenne de ,500 pour la première fois depuis 1979[29].

### Juillet
- 16 juillet : Les Pirates envoient Pedro Alvarez, Jason Grilli, Jeff Locke, Andrew McCutchen et Mark Melancon au match des étoiles à New York. C'est la première fois depuis 1972 que le club envoie 5 joueurs à la partie d'étoiles, alors que 41 ans plus tôt ils avaient été représentés par Steve Blass, Roberto Clemente, Al Oliver, Manny Sanguillen et Willie Stargell[30].
- 31 août : Les Pirates échangent Alex Presley aux Twins du Minnesota pour Justin Morneau[31].

### Septembre
- 3 septembre : Un circuit de Travis Snider donne aux Pirates leur 81e victoire de la saison, 4-3 à Milwaukee sur les Brewers, ce qui assure à la franchise de Pittsburgh de terminer avec au moins autant de matchs gagnés que de perdus pour la première fois depuis 1992[32].
- 9 septembre : Avec une victoire de 1-0 sur la route face aux Rangers du Texas, les Pirates portent leur fiche victoires-défaites à 82-61, s'assurant d'une première saison gagnante en 21 ans[33].

### Classement
| Ligue nationale (Division Centrale) | V  | D  | %    | Diff. | Diff. (séries) |
| ----------------------------------- | -- | -- | ---- | ----- | -------------- |
| Cardinals de Saint-Louis            | 97 | 65 | ,599 | -     | -              |
| Pirates de Pittsburgh               | 94 | 68 | ,580 | 3     | +4             |
| Reds de Cincinnati                  | 90 | 72 | ,556 | 7     | -              |
| Brewers de Milwaukee                | 74 | 88 | ,457 | 23    | 16             |
| Cubs de Chicago                     | 66 | 96 | ,407 | 31    | 24             |

## Affiliations en ligues mineures
| Niveau            | Équipe                    | Ligue                    |
| ----------------- | ------------------------- | ------------------------ |
| AAA               | Indians d'Indianapolis    | Ligue internationale     |
| AA                | Altoona Curve             | Eastern League           |
| A-Advanced        | Bradenton Marauders       | Florida State League     |
| A                 | West Virginia Power       | South Atlantic League    |
| A (saison courte) | State College Spikes      | New York - Penn League   |
| Ligue des recrues | Gulf Coast League Pirates | Gulf Coast League        |
| Ligue des recrues | DSL Pirates               | Dominican Summer League  |
| Ligue des recrues | Venezuelan Summer Pirates | Venezuelan Summer League |